# Reiner Kunze

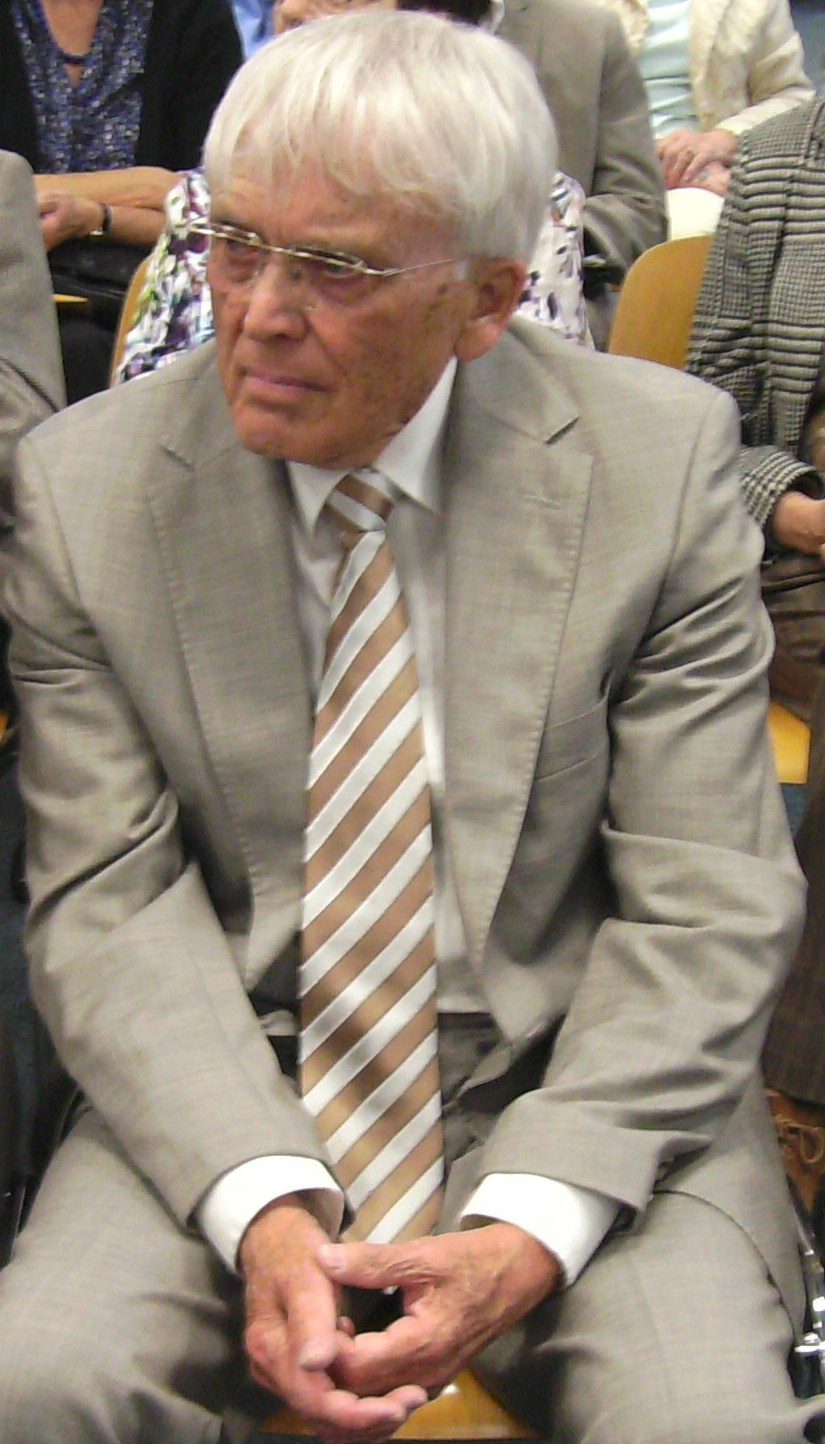
Reiner Kunze

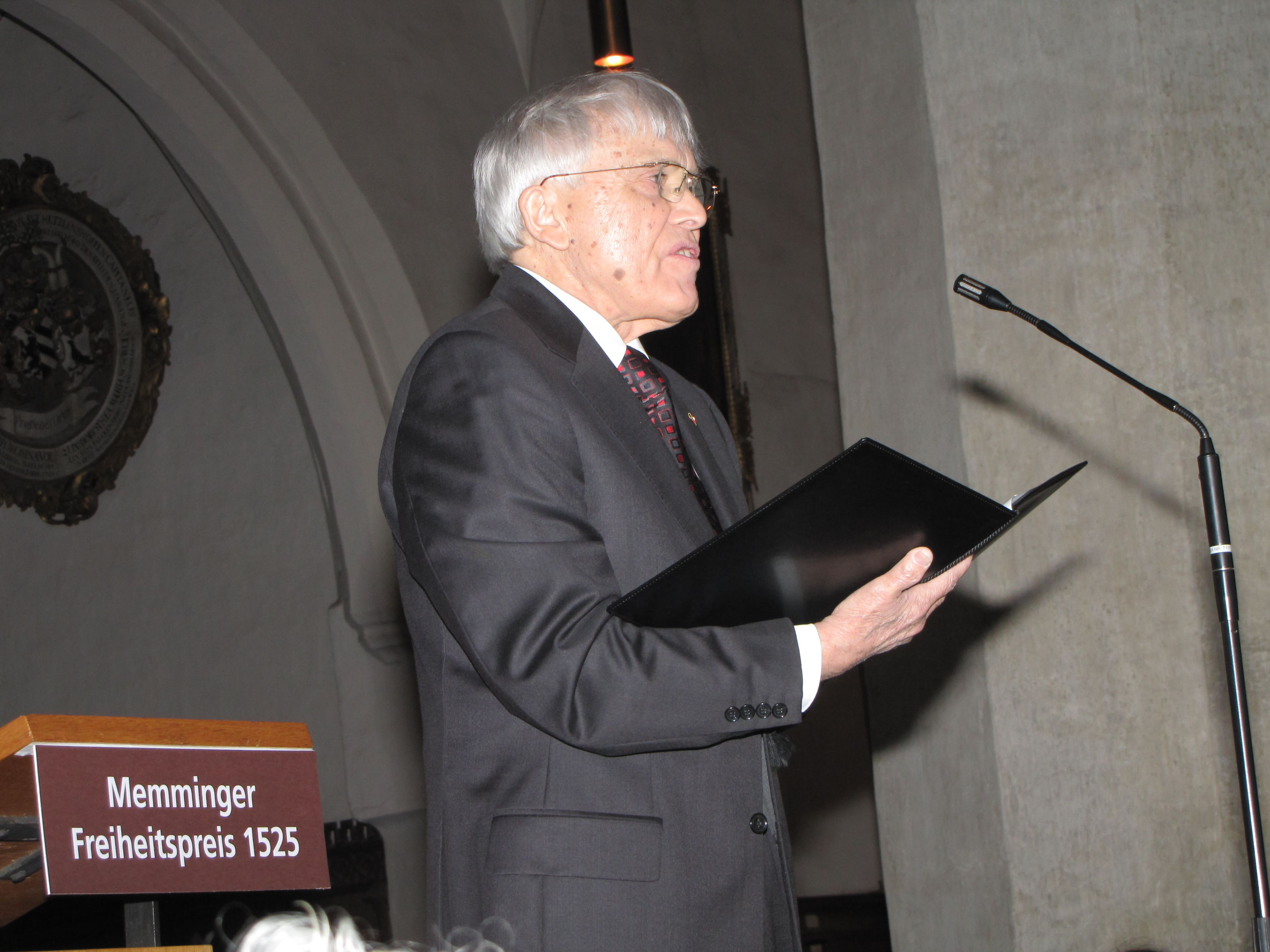
Reiner Kunze

Reiner Kunze (* 16. srpna 1933, Oelsnitz/Erzgeb., Sasko) je německý spisovatel a překladatel. V roce 1977 se stal laureátem ceny Georga Büchnera.

## Biografie
Po maturitě studoval filozofii a žurnalistiku na Lipské univerzitě, kde navštěvoval např. přednášky literárního vědce Hanse Mayera (1907–2001), či Ernsta Blocha. Roku 1949 se stal členem politické strany SED. Od roku 1959 byl v intenzivním písemném styku s mladou lékařkou Eliškou/Elisabeth Littner(ovou), kterou si o dva roky později vzal.
V letech 1960–1962 opakovaně pobýval v Československu a začíná překládat českou poesii do němčiny. Roku 1968 se vzdal ze solidarity s Československem své stranické legitimace.
Jeho první manželkou byla Ingeborg Weinholdová, která mu porodila syna Ludwiga. Manželství bylo rozvedeno roku 1960. Se svojí druhou manželkou žije v německém Obernzellu.

### Přehled děl v originále (výběr)
- Die Tür : Nachdichtungen aus dem Tschechischen. Bad Godesberg : Hohwacht-Verlag, 1964/1969. 63 S.

### Překlady českých děl do němčiny (výběr)
Do německého jazyka převedl některá díla českých básníků, např. Jana Skácela, Vladimíra Holana, či Jaroslava Seiferta.
- SKÁCEL, Jan. Fährgeld für Charon : Gedichte. 3. vyd. Gikendorf : Merlin, 1991. 118 S. Překlad do němčiny: Reiner Kunze
- SKÁCEL, Jan. Wundklee : Gedichte. Frankfurt am Main : Fischer Taschenbuch Verlag, 1982/1989. 139 S. Překlad a doslov: Reiner Kunze
- SKÁLOVÁ, Marie. Die Schuld der Unschuldigen. Lebenserinnerungen: Pongratz Verlag, 1999. 72 s. Překlad Elisabeth Kunze a Reiner Kunze. ISBN 3-931883-14-0

### České překlady
- Věnování. Severočeské krajské nakladatelství, 1964. Překlad: Ladislav Dvorský, Milan Kundera, Ludvík Kundera, Luboš Příhoda
- Jako věci z hlíny: výbor z básnického díla (orig. 'Wie die Dinge aus Ton'). Tišnov : Sursum, 1998. 269 S. Překlad: Milena Fucimanová, Milan Kundera, Ludvík Kundera a Jan Skácel

## Ocenění
Za svůj život již obdržel několik významných českých, tak i německých ocenění:

### Česká ocenění
- 2014 – Gratias Agit
- 2013 – Cena Jihomoravského kraje
- 2004 – Cena Premia Bohemica
- 2002 – Umělecká cena česko-německého porozumění

### Německá ocenění
- 1984 – Eichendorffova cena
- 1977 – Cena Andrease Gryphia